# Цанава, Пётр Нестерович
Пётр Нестерович Цанава (1912 год, Сухум, Сухумский округ, Кутаисская губерния, Российская империя — неизвестно, Сухум, Абхазская АССР, Грузинская ССР) — заведующий отделом сельского хозяйства Сухумского района, Абхазская АССР, Грузинская ССР. Герой Социалистического Труда (1949).

## Биография
После окончания сельскохозяйственного института трудился на различных должностях в сельском хозяйстве Грузинской ССР.
В послевоенные годы — заведующий сельским отделом Сухумского района. Благодаря его руководству сельскохозяйственные предприятия Сухумского района в 1948 году перевыполнили в целом по району плановый сбор табака на 40,5 %. Указом Президиума Верховного Совета СССР от 3 мая 1949 года удостоен звания Героя Социалистического Труда за «получение высоких урожаев кукурузы и табака в 1948 году» с вручением ордена Ленина и золотой медали «Серп и Молот» (№ 3584).
Этим же Указом званием Героя Социалистчиеского Труда были награждены первый секретарь Сухумского райкома партии Варлам Мелитонович Дзадзамия и десять тружеников различных колхозов Сухумского района.
За высокие трудовые показатели по итогам работы в 1950 году награждён вторым Орденом Ленина.
После выхода на пенсию проживал в Сухуме. С 1969 года — персональный пенсионер союзного значения. Дата смерти не установлена.
Награды
- Герой Социалистического Труда
- Орден Ленина — дважды (1949; 19.04.1951)